# Olympische Sommerspiele 2008/Kanu – Einer-Kajak 500 m (Männer)
Die Wettkämpfe im Einer-Kajak über 500 Meter bei den Olympischen Sommerspielen 2008 wurden vom 19. bis zum 23. August 2008 auf der Rennstrecke im Olympischen Ruder- und Kanupark Shunyi ausgetragen.
Es war die letzte Austragung über 500 Meter im Kajak-Einzel über 500 Meter bei Olympischen Spielen. Ab den Olympischen Sommerspielen in London wurden stattdessen Wettbewerbe über 200 Meter ausgetragen.
Daher wurde der Australier Ken Wallace mit seinem Sieg in Peking der letzte Olympiasieger über diese Distanz im Kajak-Einer.

## Ergebnisse

### Vorläufe
Bei den drei Vorläufen am 19. August erreichten die ersten sechs Athleten der Läufe und von den verbliebenen Booten die drei zeitschnellsten das Halbfinale.

#### Vorlauf 1
| Rang | Athleten                 | Nation     | Zeit         | Bemerkung  |
| ---- | ------------------------ | ---------- | ------------ | ---------- |
| 1    | Adam van Koeverden       | Kanada     | 1:35,554 min | Halbfinale |
| 2    | Eirik Verås Larsen       | Norwegen   | 1:36,439 min | Halbfinale |
| 3    | Michele Zerial           | Italien    | 1:36,950 min | Halbfinale |
| 4    | Steven Ferguson          | Neuseeland | 1:37,538 min | Halbfinale |
| 5    | Shaun Rubenstein         | Südafrika  | 1:37,687 min | Halbfinale |
| 6    | Dmitri Torlopow          | Kasachstan | 1:39,892 min | Halbfinale |
| 7    | Jorge García             | Kuba       | 1:42,803 min | Halbfinale |
| 8    | Rudolph Berking-Williams | Samoa      | 1:47,839 min | Halbfinale |

#### Vorlauf 2
| Rang | Athleten      | Nation         | Zeit         | Bemerkung  |
| ---- | ------------- | -------------- | ------------ | ---------- |
| 1    | Tim Brabants  | Großbritannien | 1:36,338 min | Halbfinale |
| 2    | Anton Rjachow | Russland       | 1:37,666 min | Halbfinale |
| 3    | Stjepan Janić | Kroatien       | 1:37,724 min | Halbfinale |
| 4    | Arnaud Hybois | Frankreich     | 1:37,902 min | Halbfinale |
| 5    | Miguel Correa | Argentinien    | 1:39,781 min | Halbfinale |
| 6    | Emanuel Silva | Portugal       | 1:42,513 min | Halbfinale |
| 7    | Tony Lespoir  | Seychellen     | 1:53,248 min |            |

#### Vorlauf 3
| Rang | Athleten              | Nation                | Zeit         | Bemerkung  |
| ---- | --------------------- | --------------------- | ------------ | ---------- |
| 1    | Ákos Vereckei         | Ungarn                | 1:36,099 min | Halbfinale |
| 2    | Ken Wallace           | Australien            | 1:36,208 min | Halbfinale |
| 3    | Anders Gustafsson     | Schweden              | 1:36,633 min | Halbfinale |
| 4    | Marek Twardowski      | Polen                 | 1:39,436 min | Halbfinale |
| 5    | Assane Dame Fall      | Senegal               | 1:52,215 min | Halbfinale |
| 6    | Alcino Gomes da Silva | São Tomé und Príncipe | 1:58,178 min | Halbfinale |
| 7    | Koutoua Abia          | Elfenbeinküste        | 2:00,716 min |            |

#### Vorlauf 4
| Rang | Athleten           | Nation             | Zeit         | Bemerkung  |
| ---- | ------------------ | ------------------ | ------------ | ---------- |
| 1    | Michael Kolganov   | Israel             | 1:38,396 min | Halbfinale |
| 2    | Jonas Ems          | Deutschland        | 1:38,819 min | Halbfinale |
| 3    | Rami Zur           | Vereinigte Staaten | 1:39,037 min | Halbfinale |
| 4    | Manuel Cortina     | Mexiko             | 1:40,626 min | Halbfinale |
| 5    | Kasper Bleibach    | Dänemark           | 1:42,529 min | Halbfinale |
| 6    | Pan Yao            | China              | 1:44,757 min | Halbfinale |
| 7    | Myint Tayzar Phone | Myanmar            | 1:48,179 min | Halbfinale |

### Halbfinals
Die jeweils drei schnellsten Athleten der Halbfinals erreichten den Endlauf.
Halbfinale 1
| Rang | Athleten           | Nation             | Zeit         | Bemerkung |
| ---- | ------------------ | ------------------ | ------------ | --------- |
| 1    | Adam van Koeverden | Kanada             | 1:42,438 min | Finale    |
| 2    | Anton Rjachow      | Russland           | 1:42,968 min | Finale    |
| 3    | Ken Wallace        | Australien         | 1:43,340 min | Finale    |
| 4    | Shaun Rubenstein   | Südafrika          | 1:44,154 min |           |
| 5    | Emanuel Silva      | Portugal           | 1:45,985 min |           |
| 6    | Rami Zur           | Vereinigte Staaten | 1:47,163 min |           |
| 7    | Manuel Cortina     | Mexiko             | 1:48,333 min |           |
| 8    | Jorge García       | Kuba               | 1:49,077 min |           |
| 9    | Assane Dame Fall   | Senegal            | 2:04,633 min |           |

Halbfinale 2
| Rang | Athleten                 | Nation         | Zeit         | Bemerkung |
| ---- | ------------------------ | -------------- | ------------ | --------- |
| 1    | Steven Ferguson          | Neuseeland     | 1:42,238 min | Finale    |
| 2    | Anders Gustafsson        | Schweden       | 1:42,409 min | Finale    |
| 3    | Tim Brabants             | Großbritannien | 1:42,530 min | Finale    |
| 4    | Michele Zerial           | Italien        | 1:42,931 min |           |
| 5    | Marek Twardowski         | Polen          | 1:43,733 min |           |
| 6    | Jonas Ems                | Deutschland    | 1:44,717 min |           |
| 7    | Miguel Correa            | Argentinien    | 1:46,422 min |           |
| 8    | Pan Yao                  | China          | 1:55,242 min |           |
| —    | Rudolph Berking-Williams | Samoa          | —            | DNS       |

Halbfinale 3
| Rang | Athleten              | Nation                | Zeit         | Bemerkung |
| ---- | --------------------- | --------------------- | ------------ | --------- |
| 1    | Stjepan Janić         | Kroatien              | 1:41,689 min | Finale    |
| 2    | Eirik Verås Larsen    | Norwegen              | 1:41,927 min | Finale    |
| 3    | Ákos Vereckei         | Ungarn                | 1:42,155 min | Finale    |
| 4    | Michael Kolganov      | Israel                | 1:43,145 min |           |
| 5    | Arnaud Hybois         | Frankreich            | 1:43,559 min |           |
| 6    | Kasper Bleibach       | Dänemark              | 1:45,418 min |           |
| 7    | Dmitri Torlopow       | Kasachstan            | 1:47,573 min |           |
| 8    | Myint Tayzar Phone    | Myanmar               | 1:55,300 min |           |
| 9    | Alcino Gomes da Silva | São Tomé und Príncipe | 2:06,288 min |           |

### Finale
| Rang | Athleten           | Nation         | Zeit         |
| ---- | ------------------ | -------------- | ------------ |
| 1    | Ken Wallace        | Australien     | 1:37,252 min |
| 2    | Adam van Koeverden | Kanada         | 1:37,630 min |
| 3    | Tim Brabants       | Großbritannien | 1:37,671 min |
| 4    | Eirik Verås Larsen | Norwegen       | 1:37,949 min |
| 5    | Anton Rjachow      | Russland       | 1:38,187 min |
| 6    | Ákos Vereckei      | Ungarn         | 1:38,318 min |
| 7    | Anders Gustafsson  | Schweden       | 1:38,447 min |
| 8    | Steven Ferguson    | Neuseeland     | 1:38,512 min |
| 9    | Stjepan Janić      | Kroatien       | 1:38,729 min |